# Christina Applegate
Christina Applegate (Hollywood, 25. studenog 1971.), priznata američka glumica, dobitnica nagrade Emmy i nominirana za nagradu Tony.

## Rani život
Rođena je u Hollywoodu., kao kći Robeta Applegatea, koji je bio glazbeni producent i direktor u glazbenoj kompaniji, Nancy Applegate, koja je bila glumica i pjevačica. U 17. godini napustila je školovanje da se posveti glumi.

## Karijera
Christina je svoj TV debi ostvarila sa samo tri mjeseca, pojavivši se, s majkom Nancy, u američkoj sapunici Naši najbolji dani, a zatim i u reklamama za kompanije Playtex i K-Mart. Njezina prva veća televizijska uloga bila je u filmu Đavolje ralje (1979.), nakon kojeg su uslijedili filmovi Beatlemania (1981.) i Grace Kelly (1983.) te još neke TV serije. Sljedeća uloga, koja je doista obilježila karijeru Christine Applegate, bila je ona u popularnoj humorističkoj seriji Bračne vode, u kojoj je utjelovila lik Kelly Bundy i zadržala se punih 260 epizoda, odnosno jedanaest sezona snimljenih u razdoblju od 1987. do 1997. godine.

Dok je još glumila u Bračnim vodama, Christina je snimila osam filmova i pojavila se kao gost u četiri TV serije, među kojima je i Top Of The Heap. Nakon završetka snimanja Bračnih voda, koje su otkazane u svibnju 1997., Christina je snimila još tri filma – Kiss Of Fire, The Big Hit i Jane Austen's Mafia (1998.). Iste joj je godine NBC ponudio ulogu u sitcomu Jessie, u kojem je utjelovila lik samohrane majke koja odgaja devetogodišnje dijete u velikom gradu. Christini je ta serija donijela nagrade People's Choice, za omiljenu glumicu u novoj TV seriji, i TV Guide, za glavnu zvijezdu nove serije, jednako kao i nominaciju za nagradu Zlatni globus, za glavnu glumicu u komediji. Iako je serija postigla velik uspjeh i uglavnom bila hvaljena od strane kritičara, nakon dvije sezone i 42 epizode donesena je odluka o prestanku snimanja.

U novom tisućljeću Christina Applegate vraća se velikom platnu u komediji "Just Visiting" (Daleki rođaci, 2001.) u dvostrukoj ulozi - princeze Rosalind i njezinog potomka Julije Malfete. Nakon toga dobiva vrlo dobre kritike za ulogu Courtney Rockcliffe u filmu "The Sweetest Thing" (Najslađe stvorenje), u kojem joj je najbolju prijateljicu Christinu Walters glumila Cameron Diaz. Christina je nastavila uspješno osvajati velike ekrane ulogama u još nekoliko filmova, među kojima je najpoznatiji "View From The Top" (Stjuardese lete u nebo), s Markom Ruffalom i Gwyneth Paltrow.

Christina Applegate također je gostovala i u popularnoj humorističkoj seriji Prijatelji, kao Rachelina mlađa sestra Amy, i to u po jednoj epizodi devete i desete sezone. Za to je gostovanje, na 55. dodjeli „Emmyja“, osvojila nagradu u kategoriji "Najbolja gostujuća uloga u komediji", za epizodu "Prijatelja" nazvanu The One With Rachel's Other Sister.
Kako bi se malo odmorila od malih i velikih ekrana, Christina se prebacila na kazališne daske, a ubrzo joj je ponuđena uloga u jednom mjuziklu. Prilikom probe za predstavu Sweet Charity slomila je nogu, nakon čega je odlučeno da će se premijera otkazati do daljnjeg. Nekoliko dana kasnije uporna Christina molila je producente da se predomisle u vezi te odluke te je, u travnju 2005., imala svoj debi na Broadwayu. Sljedeće godine pojavila se u spotu pjevačice Jessice Simpson, za pjesmu A Public Affair.

Kad je riječ o njezinoj sadašnjoj karijeri, Christina Applegate imala je glavnu ulogu u ABC-jevoj humorističkoj seriji "Samantha Who?" (Tko je Samantha?), sve dok nije ukinuta sredinom svibnja prošle godine. Nedugo nakon što je objavljena odluka o prestanku snimanja, Christina se borila za nastavak snimanja serije, ali - neuspješno. 

## Privatni život
U listopadu 2001. Christina Applegate udala se za dugogodišnjeg dečka Johnathona Schaecha, a slavlju su prisustvovali samo obitelj i bliski prijatelji. John je zahtjev za razvod podnio u studenome 2005., navodeći kao razlog nepomirljive razlike. Bračni par konačno se razveo nakon nešto manje od dvije godine na sudu u Los Angelesu. Početkom srpnja 2008. godine njezin bliski prijatelj i bivši dečko Lee Grivas pronađen je mrtav zbog predoziranja.

U kolovozu 2008. magazin People objavio je vijest kako je Christini dijagnosticiran rak dojke. Zbog svega što joj se u životu događalo, Christina je početkom prošle godine u jednom intervjuu izjavila kako mrzi paparazze koji su je često znali pratiti u korak.

Na Valentinovo 2010. godine zaručila se s Marynom LeNobleom i za oboje će to biti drugi brak. 21. srpnja 2010. objavljeno je da je Applegate trudna i čeka prvo dijete.

## Vanjske poveznice
- Christina Applegate u internetskoj bazi filmova IMDb-u (engl.)